# Pfarrkirche Maria vom Berge Karmel (Wien)

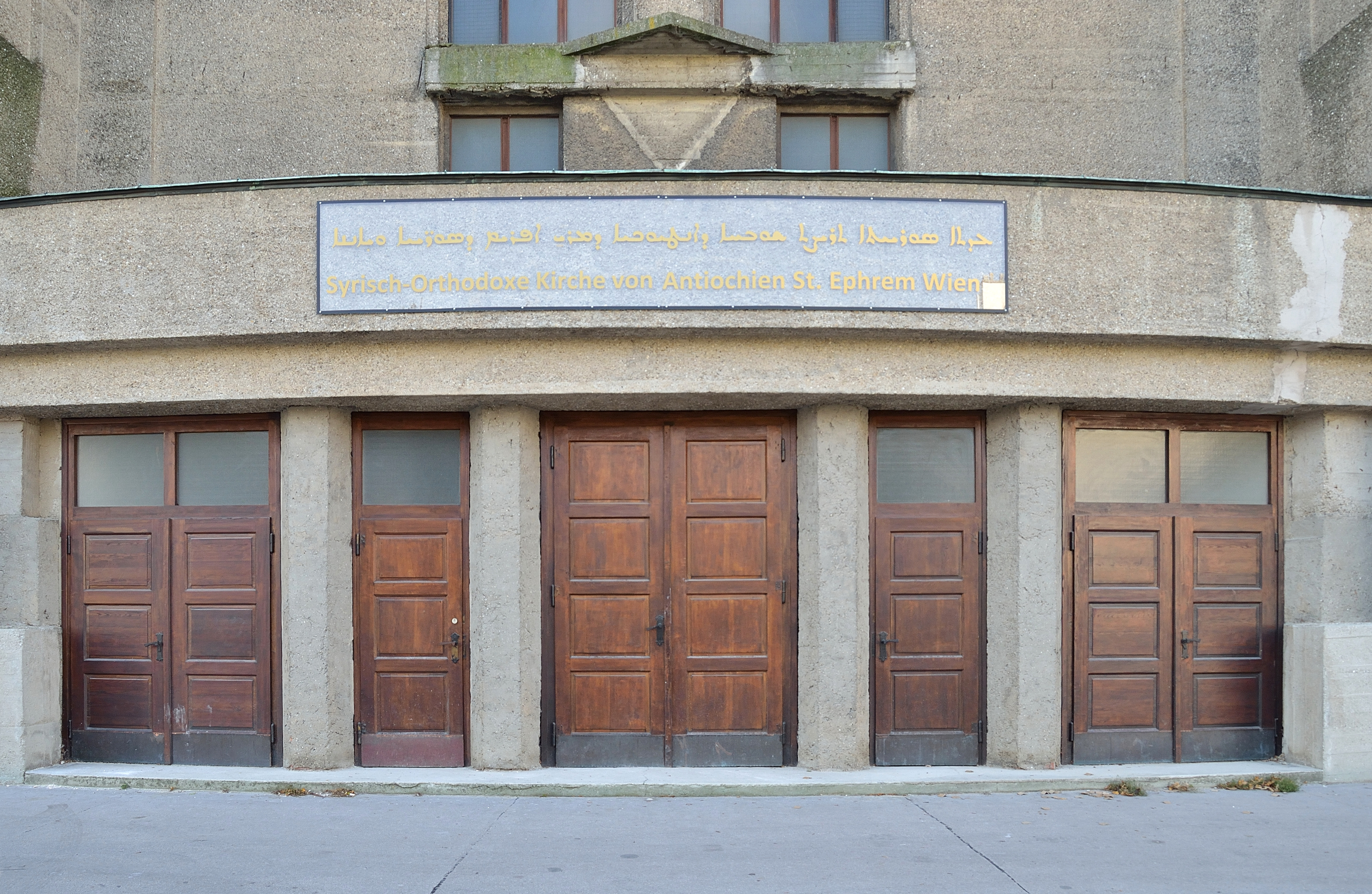
Syrisch-Orthodoxe Kirche St. Ephrem Wien

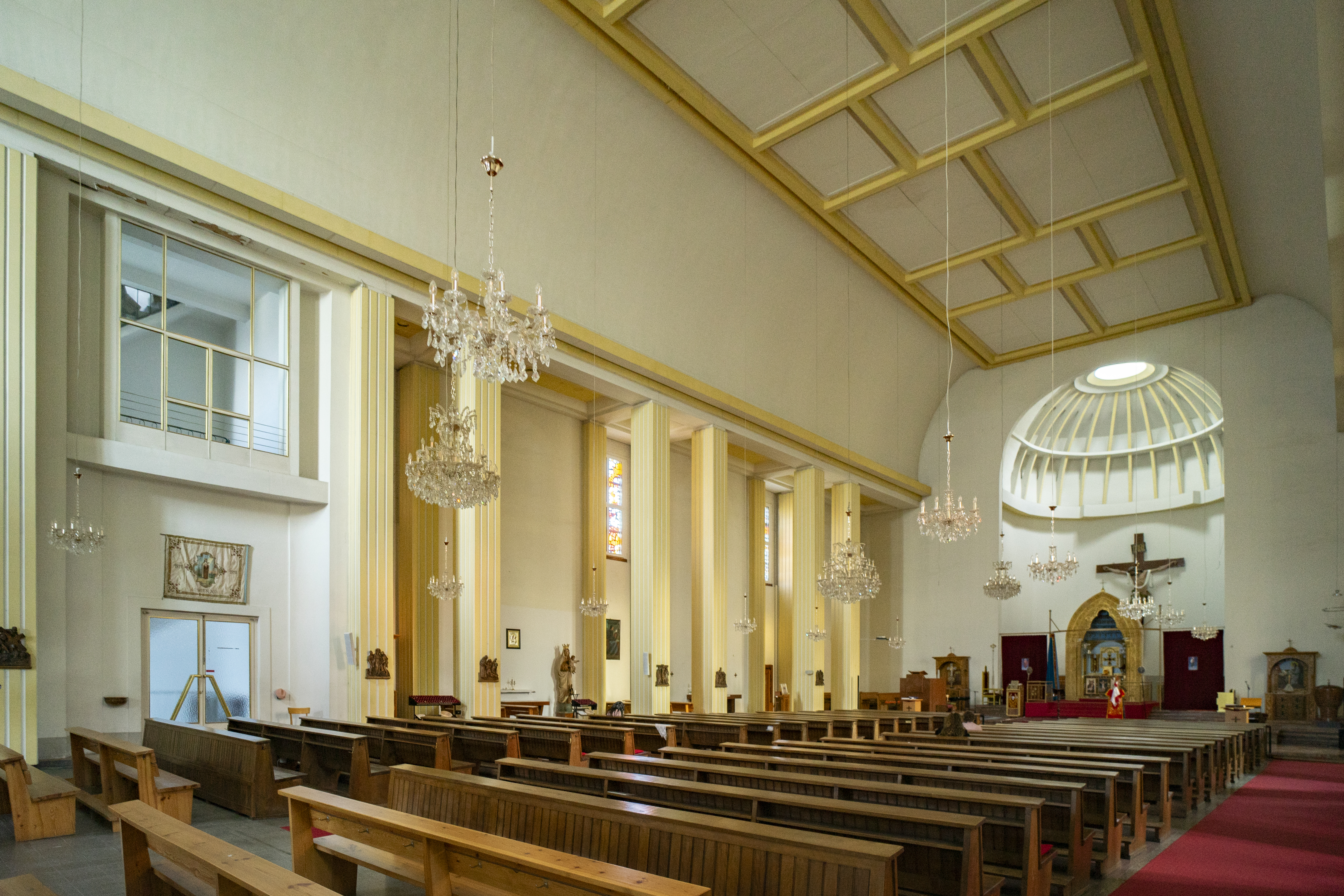
Innenraum der Syrisch-Orthodoxen Kirche

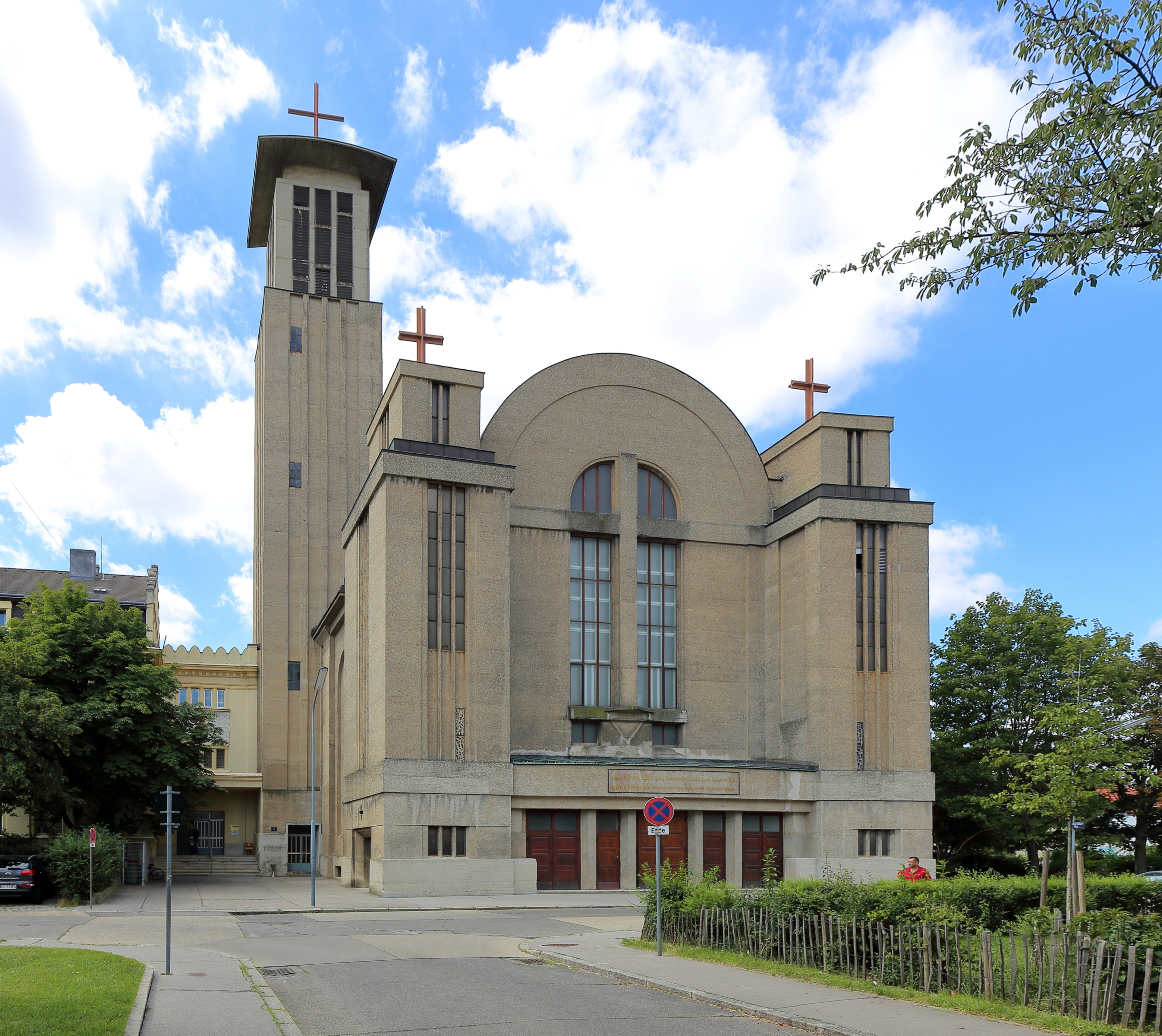
Ehemalige Pfarrkirche Maria vom Berge Karmel

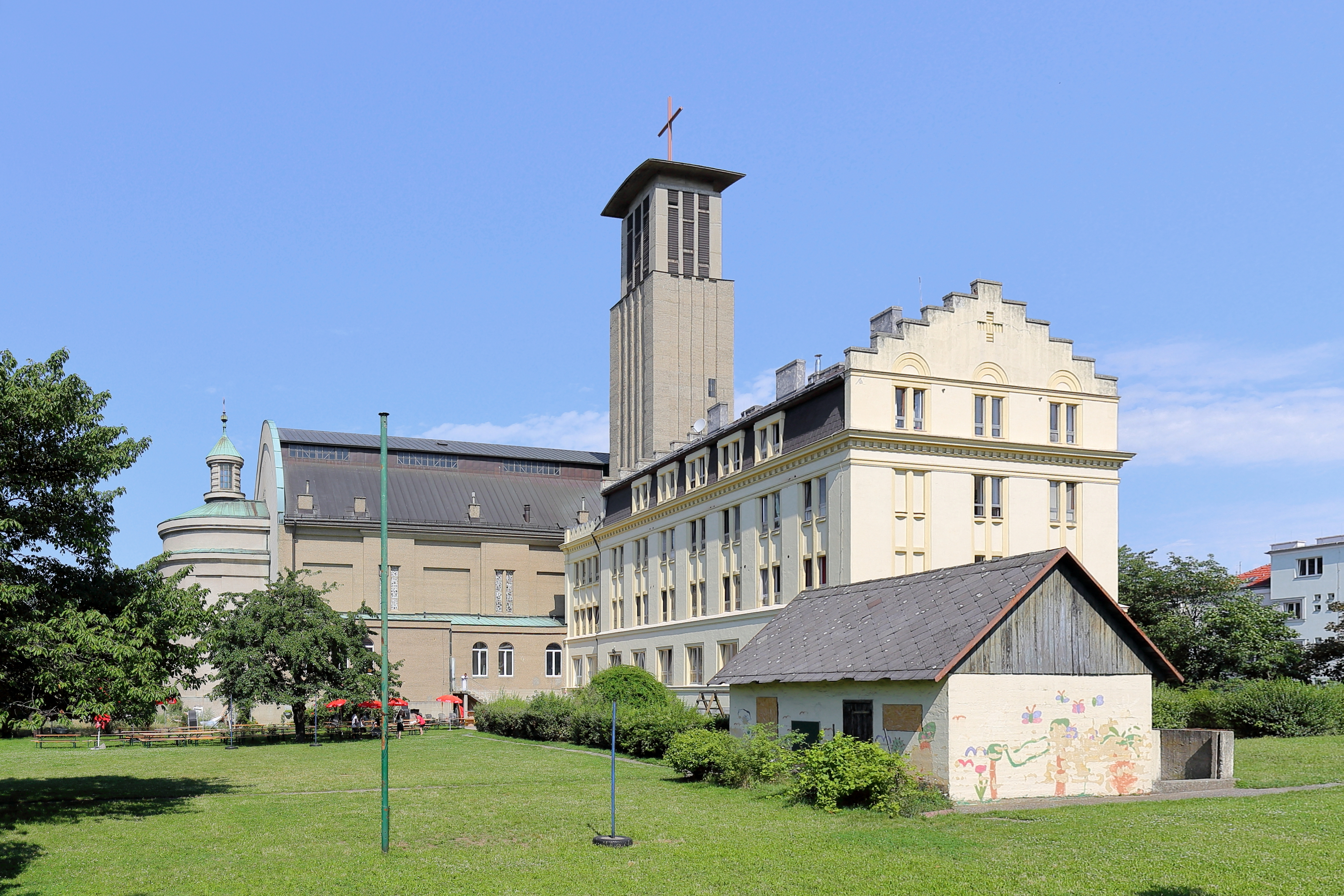
Südostansicht der Kirche mit Klostergebäude

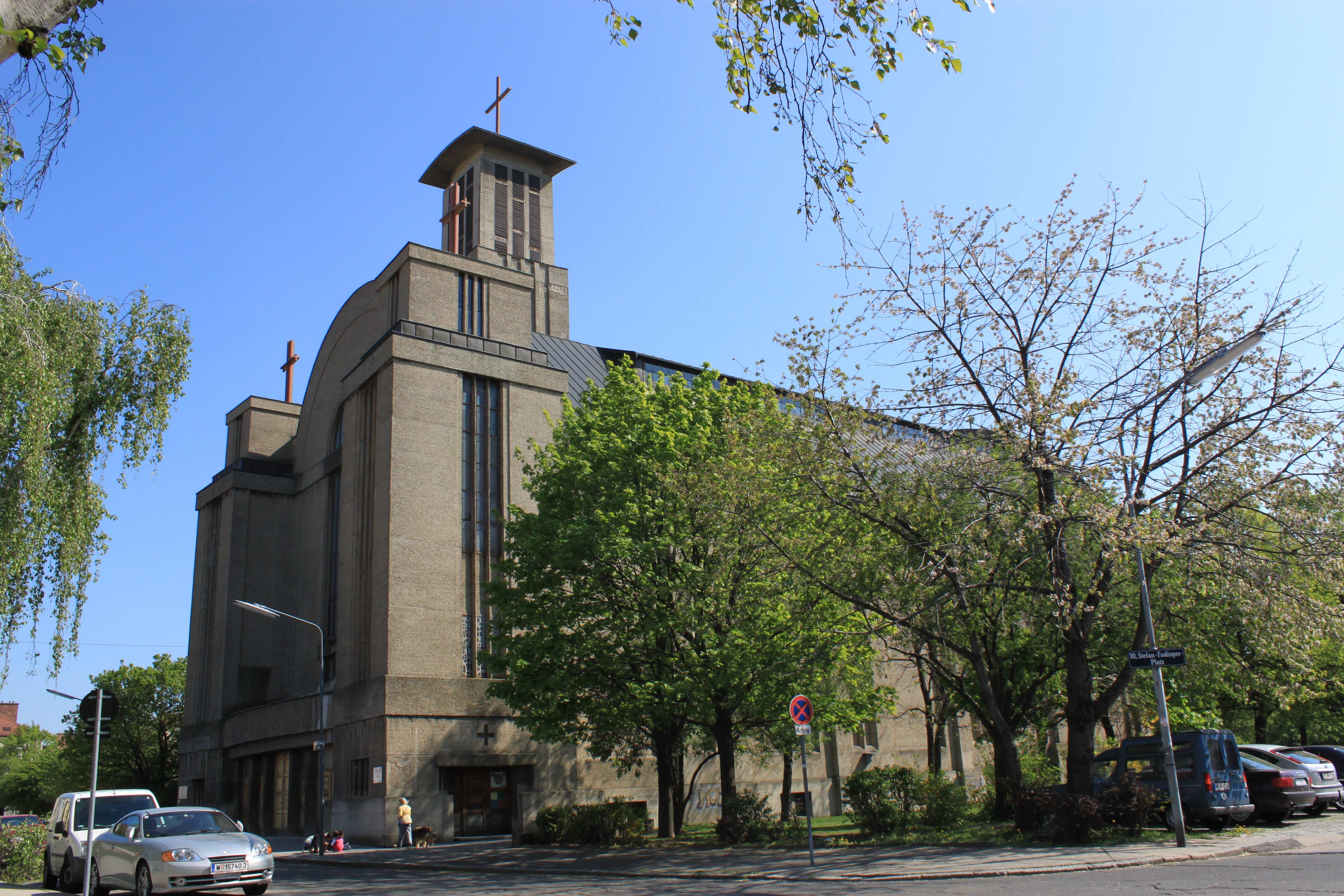
Seitenansicht

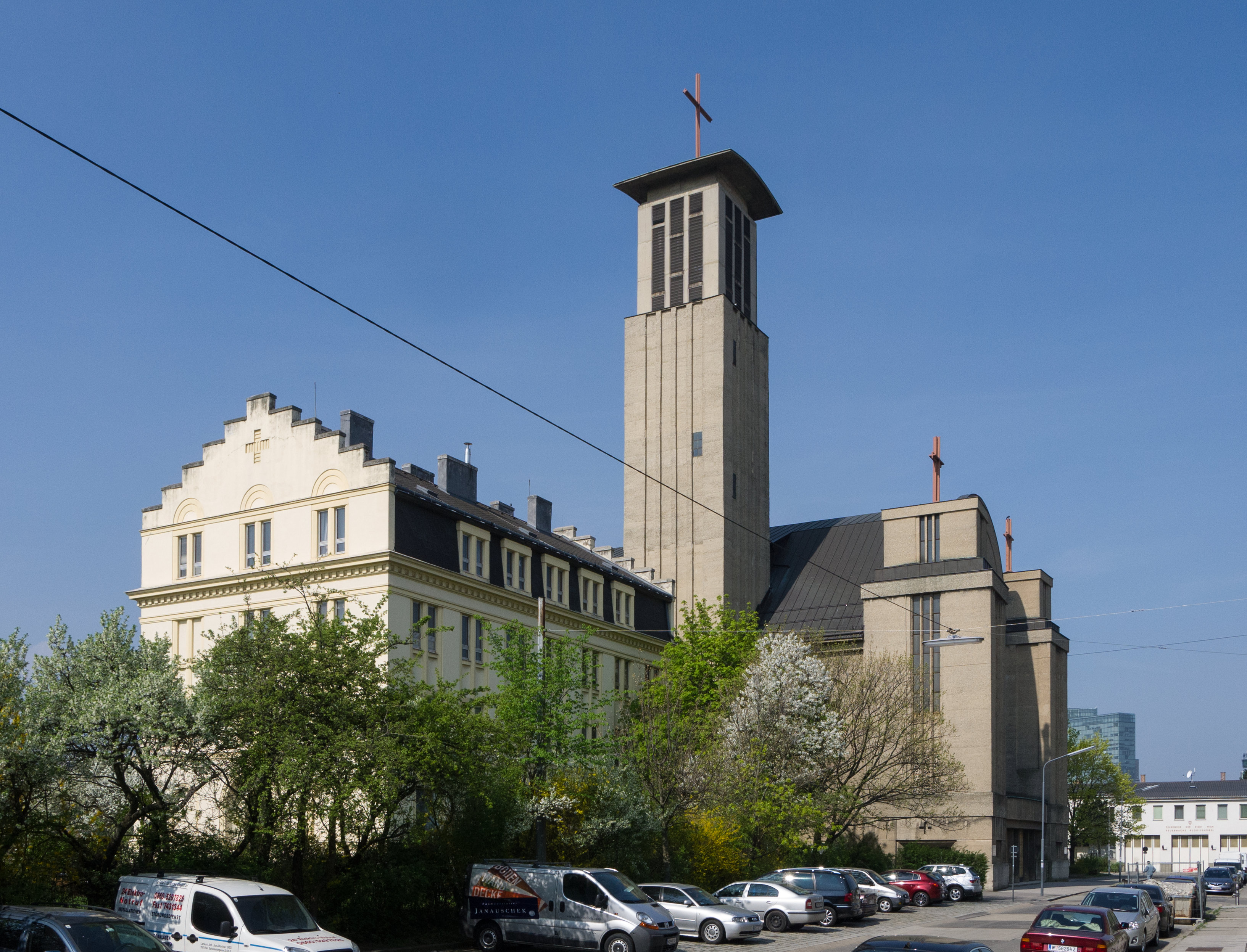
Ehemalige Pfarrkirche Maria vom Berge Karmel mit anschließendem Kloster

Die ehemalige Pfarrkirche Maria vom Berge Karmel ist seit 2015 die syrisch-orthodoxe Kirche St. Ephrem im 10. Wiener Gemeindebezirk Favoriten am Stefan-Fadinger-Platz 1. Die Kirche war von 1937 bis 2014 römisch-katholische Pfarrkirche, zudem bis 2003 Karmeliterkirche.

## Geschichte
Im Jahr 1886 kamen die ersten Karmeliten aus der Neuen Welt nach Österreich, wo sie zunächst bis 1922 in Maria Taferl wirkten. Von dort aus gründeten sie die Klöster Zedlitzdorf in Kärnten und Kirchwiedern in Mähren. 1904 wurde der Orden nach Wien gerufen und wirkte ab 1906 im Ottakringer Villenviertel, bis 1915 nach langwierigen Verhandlungen der Grund am heutigen Stefan-Fadinger-Platz zur Errichtung einer Kirche angekauft werden konnte. Diese in der damals noch weglosen Wildnis erbaute hölzerne Notkirche wurde am 8. September 1916 zu Ehren der Mutter vom heiligen Skapulier geweiht, fiel jedoch bereits am 2. Jänner 1928 einem Brand zum Opfer. Nur das einige Jahre zuvor erbaute Kloster konnte weitgehend gerettet werden. Als durch diese Umstände ein Neubau notwendig wurde, plante Architekt Hans Prutscher diesen nach amerikanischem Vorbild als eine Unter- und Oberkirche. Erstere wurde rasch fertig und konnte bereits am 22. Dezember 1929 geweiht werden.
Zu den Aufgaben der dort wirkenden Ordensleute gehörte u. a. der Seelsorgedienst im Triesterspital und der Einsegnungsdienst am von der Kirche weit entfernten Zentralfriedhof. Während dieser Zeit spielte P. Telephorus Hardt eine tragende Rolle, indem er durch viele Jahre als Prior dem Wiener Konvent der Karmeliten vorstand. In diesem Zusammenhang wurde er – als am 1. Jänner 1937 die Erhebung zur Pfarrkirche erfolgte – der erste Pfarrer der neu geschaffenen Pfarrgemeinde. Zu diesem Zeitpunkt wies nur das über der Unterkirche aufgestellte Stahlskelett auf die noch zu bauende Oberkirche hin, die erst am 30. August 1942 von Kardinal Innitzer konsekriert werden konnte. Nachdem die nationalsozialistischen Machthaber alle Vereine der Kirche verboten und aufgelöst hatten, diente die Unterkirche als Luftschutzkeller. Am 21. Februar 1945 fiel die Kirche einem Bombenangriff zum Opfer, wobei 140 Menschen ums Leben kamen.
Im August 2003 wurde der Karmeliterkonvent aufgelöst – der Orden übergab die Pfarrseelsorge an die Erzdiözese Wien, blieb aber Eigentümer der Pfarrgebäude. Die Erzdiözese holte in der Folge die Wiener philippinische Gemeinde nach Maria Karmel. Im September 2014 verkaufte der Karmeliterorden Kirche und Kloster an die Syrisch-Orthodoxe Kirche von Antiochien, die ihre Pfarre St. Ephrem in Lainz dorthin übersiedelte. Die katholische Pfarre wurde mit 1. Jänner 2015 aufgelöst, die Gemeinde wurde in die Pfarre Zu den heiligen Aposteln integriert, mit der das Pfarrgebiet fusioniert wurde. Im Laufe des Jahres 2015 kam es zu weiteren Fusionierungen, durch die die neue Pfarre Christus am Wienerberg aus vier ehemaligen Pfarren entstand.

## Wiederaufbau
Der nach Kriegsende begonnene Wiederaufbau mündete nach der Wiederherstellung von Kuppel und Dach 1951 in die Weihe der Unterkirche. Die Errichtung der Oberkirche und des Turmes begannen 1957 und erfolgten nach Plänen von Helene Koller-Buchwieser. Diese Arbeiten wurden am 22. Juni 1958 abgeschlossen, worauf die Kirche von Erzbischof Franz Jachym benediziert werden konnte. Die Konsekration der Kirche auf den Titel der Allerseeligsten Jungfrau Maria vom Berge Karmel wurde nach Vollendung des Altarraumes am 8. April 1962 vorgenommen.
1965 wurden die Kirchenfenster erneuert und im Herbst des gleichen Jahres der Aufbau des Glockenturmes begonnen. Am 7. November fand die Turmkreuzweihe statt und am 15. Mai 1966 war mit der Glockenweihe der Wiederaufbau der Kirche abgeschlossen.
1966 wurde das Presbyterium aus liturgischen Gründen umgestaltet und 1996 nochmals erneuert.

## Orgel der Oberkirche

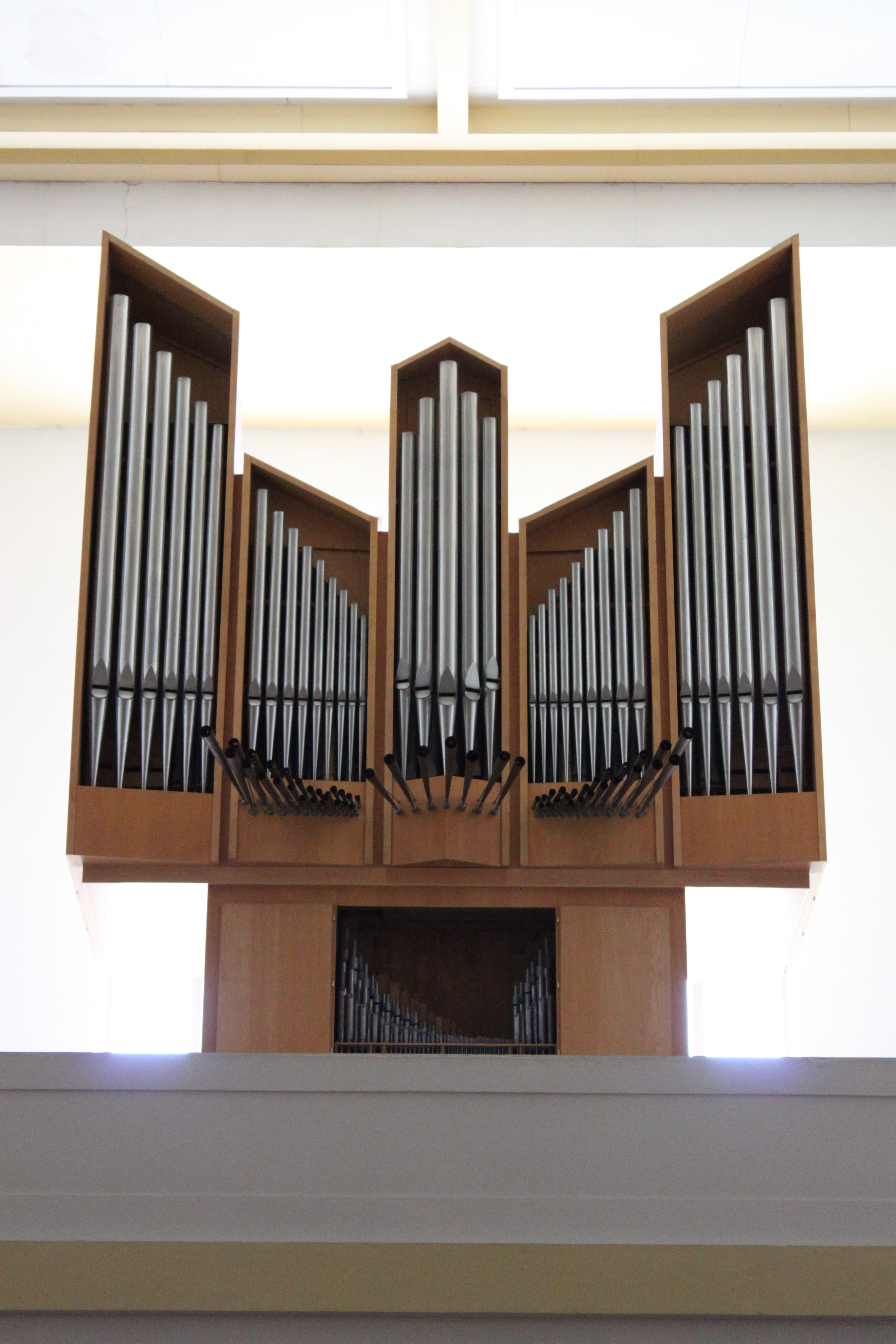
Orgelprospekt der Oberkirche

Im Frühjahr 1964 wurde eine Orgel der Firma Walcker aufgestellt. Das Schleifladen-Instrument hat 18 Register auf zwei Manualen und Pedal. Die Spiel- und Registertrakturen sind mechanisch.
| I Hauptwerk C–g3 |                       |       |
| 1.               | Prästant              | 8′    |
| 2.               | Rohrflöte             | 8′    |
| 3.               | Oktave                | 4′    |
| 4.               | Blockflöte            | 4′    |
| 5.               | Waldflöte             | 2′    |
| 6.               | Mixtur V              | 1 ⁄3′ |
| 7.               | Scharff IV            | 1′    |
| 8.               | Trompete (horizontal) | 8′    |

| II Brust-Schwellwerk C–g3 |                |       |
| 9.                        | Gedeckt        | 8′    |
| 10.                       | Rohrflöte      | 4′    |
| 11.                       | Oktave         | 2′    |
| 12.                       | Sesquialter II | 2 ⁄3′ |
| 13.                       | Zimbel III     | 1⁄2′  |
|                           | Tremulant      |       |

| Pedalwerk C–f1 |               |     |
| 14.            | Subbaß        | 16′ |
| 15.            | Prinzipalbass | 8′  |
| 16.            | Gedeckt       | 8′  |
| 17.            | Gemshorn      | 4′  |
| 18.            | Fagott        | 16′ |

- Koppeln: II/I, I/P, II/P